# Vena ilíaca interna
La vena ilíaca interna (vena hipogástrica) comienza cerca de la parte superior del foramen ciático mayor, pasa hacia arriba por detrás y ligeramente medial a la arteria ilíaca interna y, en el borde de la pelvis, se une a la vena ilíaca externa para formar la vena ilíaca común. 

## Estructura
Varias venas se unen por encima del foramen ciático mayor para formar la vena ilíaca interna. No tiene las previsibles ramas de la arteria ilíaca interna pero sus afluentes drenan las mismas regiones La vena ilíaca interna emerge desde arriba del nivel de la muesca ciática mayor, corriendo hacia atrás, hacia arriba y hacia la línea media para unirse a la vena ilíaca externa en la formación de la vena ilíaca común delante de la articulación sacroilíaca. Es ancha y de 3 cm de largo

## Tributarias
Originadas fuera de la pelvis, sus afluentes son las venas glúteas, pudendas internas y obturadoras. Corriendo desde la superficie anterior del sacro están las venas sacras laterales. Procedentes de los plexos pélvicos  son las venas rectales, vesicales, prostáticas, uterinas y vaginales medias.
| Recibe                                                                                      | Descripción                                                          |
| venas glúteas superiores venas glúteas inferiores venas pudendas internas venas obturadoras | tienen su origen fuera de la pelvis;                                 |
| Venas sacras laterales                                                                      | Situadas frente al sacro.                                            |
| Vena hemorroidal media Vena vesical vena uterina venas vaginales                            | Se originan en plexos venosos conectados con las vísceras pélvicas . |

## Significación clínica
Si la trombosis interrumpe el flujo sanguíneo en los sistemas ilíacos externos, los afluentes ilíacos internos ofrecen una ruta principal de retorno venoso desde el sistema femoral. Los daños en los afluentes de la vena ilíaca interna durante la cirugía pueden comprometer seriamente el drenaje venoso y causar la hinchazón de una o ambas piernas.

## Imágenes adicionales

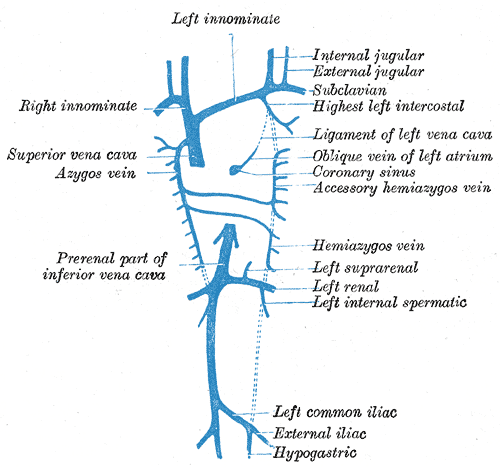
Diagrama que muestra la finalización del desarrollo de las venas parietales.
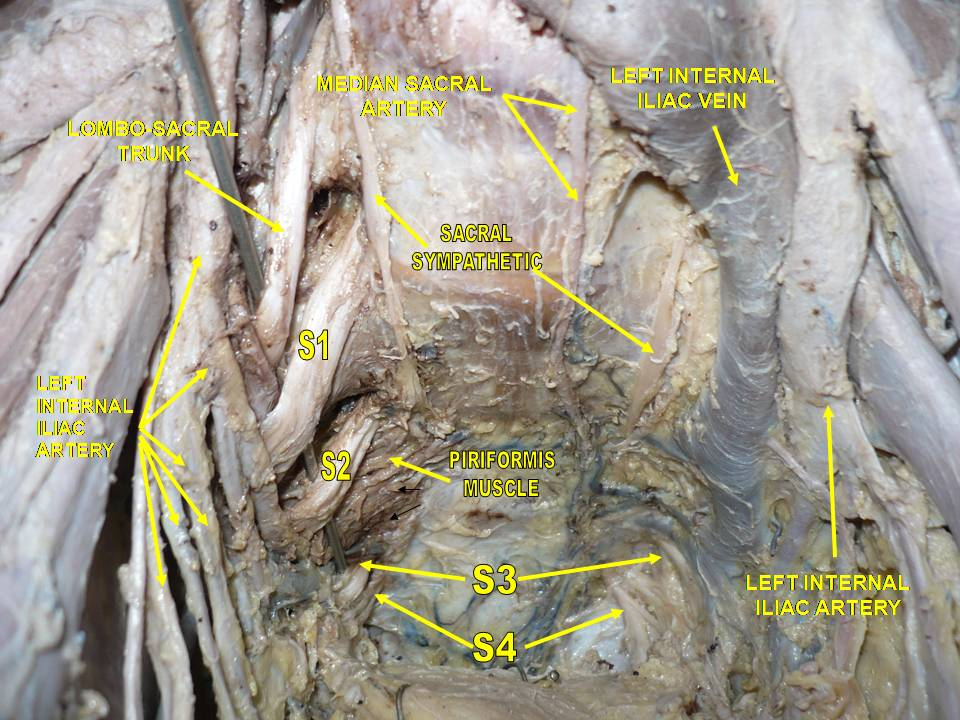
Contenido pélvico: masculino. Vista superior. Disección profunda.